# ヘテロシグマ・アカシオ
ヘテロシグマ・アカシオ（学名：Heterosigma akashiwo）は、ラフィド藻の1種で単細胞性の藻類である。その名のとおり、日本沿海でしばしば赤潮を引き起こすプランクトンである。1960年代の日本で産業が大いに発展し、生活排水や工業廃水が海に垂れ流されるようになると、内湾部や瀬戸内海のような内海で盛大に赤潮が発生するようになった。そのため、赤潮を引き起こすプランクトンが研究されるようになり、瀬戸内海の赤潮を研究していた羽田良禾が1968年に本種を発見した。種小名の akashiwo は、ローマ字どおりに音写すればアカシヲであるが、通常はアカシオと表記される。
楕円の円盤状の形状をしており、体長は8〜25マイクロメートル。色は黄褐色であり、集まれば褐色から赤色の赤潮を形成する。2本の鞭毛で水中を遊泳する。葉緑体は10〜30個持っている。休眠期にはシストを形成するが、その生活環は十分に明らかではない。